# Pugnetolo
Pugnetolo è una frazione di Corniglio, in provincia di Parma, da cui dista 5,77 km.

## Geografia fisica
Il centro abitato di Pugnetolo sorge sulla sinistra orografica del torrente Parma, sul versante est del monte Cavalcalupo; a ovest del borgo si trova un piccolo rio, affluente del rio Lucconi. La località sorge su un promontorio denominato "La Torre", chiamato così per l'antica presenza di un forte. Si collega tramite una piccola stradina prima al borgo medievale di Vestola e poi alla strada provinciale 13 a fondovalle.
Nei pressi delle località di Costa Besdana e Madon di Lame sono presenti giacimenti di amianto verde.

## Origini del nome
La località, chiamata in epoca altomedievale Penitolo, divenne successivamente nota come Pignetolo e infine Pugnetolo, con riferimento alla guerra e dunque al castello che anticamente vi sorgeva.

## Storia
Il borgo fu fondato in epoca altomedievale; la più antica testimonianza della sua esistenza risale al 995, quando Bernardo, figlio di Gherardo, donò ai canonici del capitolo della Cattedrale di Parma metà della corte di Penitolo, comprendente il castrum e la cappella di San Lorenzo: "A presenti die 9 ottobre 995, dono ed offero pro mercede et remedium animae meae vel parentorum meorum, hoc est mean partionem de curte una domui cultile... in loco Penitolo".
In seguito il castello passò al Comune di Parma e quindi alla famiglia dei Rossi; nel 1413 Ugolino e Pietro de' Rossi ne furono ufficialmente investiti dall'imperatore del Sacro Romano Impero Sigismondo di Lussemburgo. Il feudo fu quindi ereditato da Pier Maria II de' Rossi, che nel 1464 lo destinò nel proprio testamento, insieme a numerose altre terre appenniniche, al figlio Bernardo, il quale tuttavia premorì al padre; il Conte assegnò quindi i feudi al figlio Guido, ma, al termine della rovinosa guerra dei Rossi nel 1483, il duca di Milano Ludovico il Moro investì Pietro Francesco Visconti di Saliceto del feudo di Corniglio, comprendente anche Pugnetolo, Beduzzo e Roccaferrara.
Le terre furono successivamente assegnate al marchese Galeazzo Pallavicino, ma nel 1521 Filippo Maria de' Rossi, figlio di Guido, riuscì a rientrare in possesso del castello di Corniglio e di tutte le sue pertinenze, che trasmise ai figli Camillo e Marsilio.
Il dominio dei Rossi su Corniglio e sulle terre annesse terminò nel 1593, quando l'ultimo erede Filippo Maria il giovane fu imprigionato alla Rocchetta di Parma e l'anno seguente i suoi beni furono assorbiti dalla Camera ducale di Parma.

## Monumenti e luoghi d'interesse

### Castello
Costruito in epoca altomedievale a monte dell'abitato, il castello difensivo, dotato di una torre di guardia che diede nome al groppo, fu donato ai canonici della Cattedrale di Parma nel 995, ma successivamente passò dapprima al Comune di Parma e infine ai Rossi; nei secoli successivi cadde in declino, tanto che nel 1420 ne rimanevano solo alcune rovine, in seguito scomparse. Il prato su cui era situato divenne noto come àl castlàss.

### Chiesa di San Lorenzo

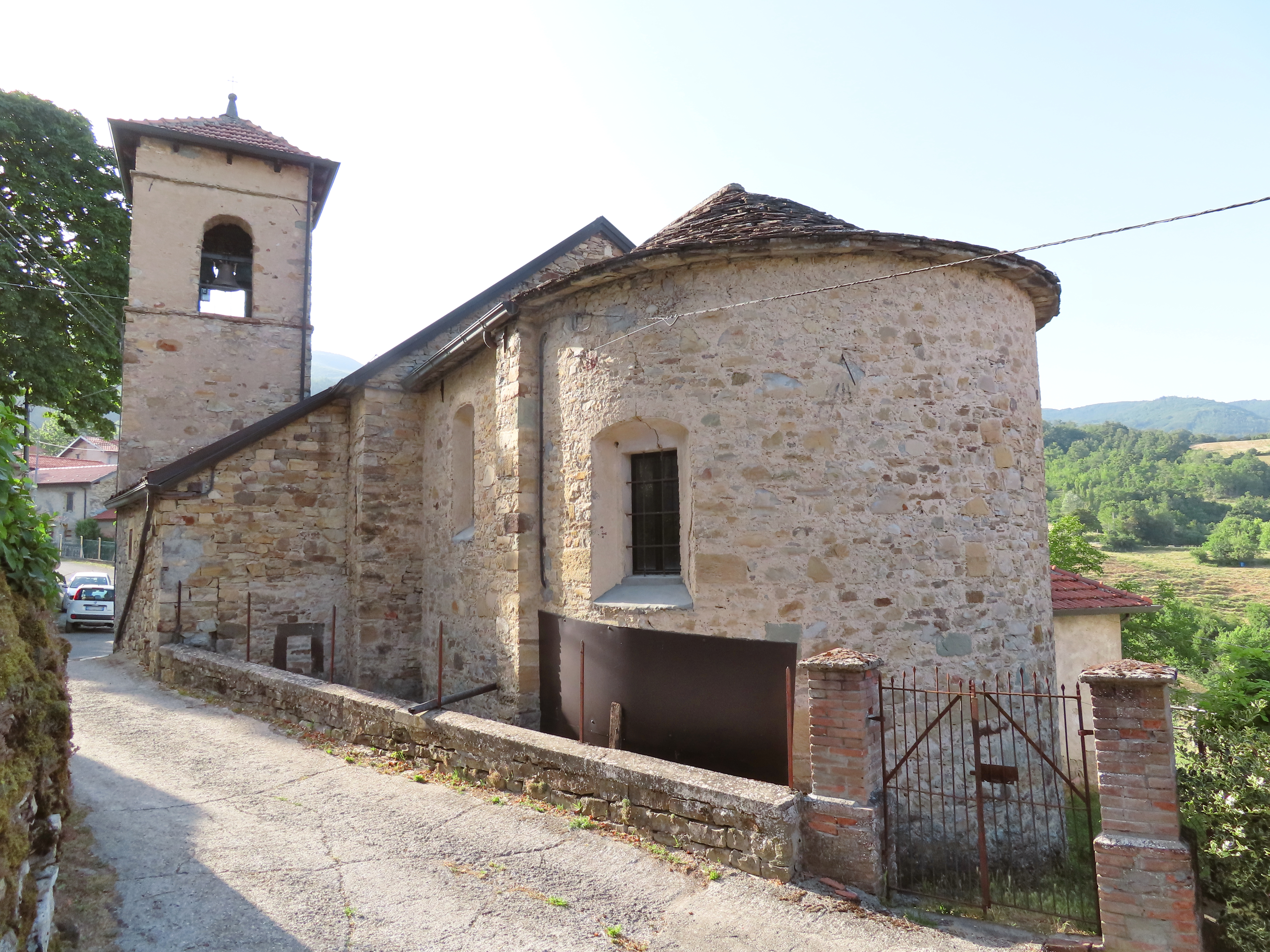
Chiesa di San Lorenzo

Edificata originariamente in epoca altomedievale nei pressi del castello, nei secoli seguenti fu ricostruita più a valle in forme più modeste, in seguito all'abbandono del castrum difensivo; inizialmente spoglia, la nuova chiesa fu successivamente intonacata nella facciata e dotata di due cappelle entro il XIX secolo. Il piccolo edificio, affiancato sulla destra da un tozzo campanile, internamente è ornato con lesene e volte decorate con dipinti nella zona absidale.

### Maestà della Madonna delle Grazie
Realizzata in segno di ringraziamento in seguito a un evento franoso che sfiorò il borgo di Pugnetolo nel 1910, la maestà fu murata per volere della popolazione sulla parete esterna di un'abitazione del centro, col voto di onorare perpetuamente san Rocco. La formella marmorea raffigura la Madonna con una mano posata sulla Bibbia e, sulle sue gambe, Gesù Bambino che tiene in mano un fiore; entrambe le figure sono coronate con un'aureola molto articolata.